# Benedikt Sigurðsson Gröndal
 Der er flere personer med dette navn, se Benedikt Gröndal.
Benedikt Sigurðsson Gröndal (7. juli 1924 – 20. juli 2010) var en islandsk socialdemokratisk politiker, der var Islands statsminister fra 15. oktober 1979 til 8. februar 1980.